# حملات يوليوس قيصر العسكرية
شكلت الحملات العسكرية ليوليوس قيصر كلا من الحروب الغالية (58 قبل الميلاد-51 قبل الميلاد) وحرب قيصر الأهلية (49 قبل الميلاد-45 قبل الميلاد). وقعت فتوح بلاد غالة في فرنسا. وأعقبها فتح يوليوس قيصر بريطانية في عامي 55-54 ق. م. وأحرز تقدمًا طفيفًا. تمت فتوحات غالة بنصرٍ مؤزر بموقعة أليسيا. أعقب ذلك الفتنة الأهلية التي طارد خلالها قيصر خصمة بومبيوس وحزبة إلى اليونان، وهزمهم شر هزيمة. ففر ببومبيوس إلى مصر طلباً للنصرة، فغدر به بطليموس طمعاً بمناصرة قيصر له، لكن قيصر آثر كليوبترا على أخيها، فوقعت فتنة في مصر وهزم بطليموس وجعل كليوباترا ملكة مصر.  ومن ثم قضى على أعداءة بأفريقية وإسبانية. أتم فتوحاتة وأنتصر في الفتنة الأهلية، وصار دكتاتورًا حتى قُتِلْ في 15 مارس عام 44 ق. م. كانت هذه الفتن ذا أَثَرٍ حاسم في تحول دولة الرومانيين إلى الإمبراطورية أو القيصرية.

## أول قنصل وحكومة ثلاثية

### بداية المسيرة العسكرية
وُلِد غايوس يوليوس قيصر في عائلة أرستقراطية ذات نفوذ، هم عشيرة يوليا (اليولييون). كان والده غايوس يوليوس قيصر حاكم مقاطعة آسيا، وكانت والدته أوريليا من عائلة مؤثرة، ومن أنصار سولا. في عام 85 ق. م. وفي عمر السادسة عشر، أصبح قيصر رئيسًا لعائلته بعد وفاة والده التي تزامنت مع الحرب الأهلية بين سولا وعمه غايوس ماريوس. رُشح قيصر عندما سيطر ماريوس وحليفه لوسيوس كورنيليوس سينا على روما، ليكون فلامين دياليس (كبير كهنة معبد جوبتر) وكان متزوجًا من كورنيليا ابنة سينا. انتصر سولا في النهاية، ونفذ تطهيرًا وحشيًا لأنصار ماريوس، بما في ذلك قيصر، إذ جُرد من ميراثه ومن منصب رئيس الكهنة واضطر إلى الاختباء بعد رفض طلاق كورنيليا. أنهى سولا في النهاية اضطهاده لقيصر بعد أن تدخلت عائلة والدته نيابة عنه. دخل قيصر بعد ذلك بوقت قصير، الخدمة في الجيش عام 81 ق. م. في محاولة لمغادرة روما إذا غير سولا رأيه.
خدم في البداية تحت قيادة ماركوس مينوسيوس ثيرموس في آسيا وسيرفيليوس إيزوريكوس في كيليكيا. حصل على امتياز مبكر من خلال حصوله على التاج المدني عن أفعاله في حصار ميتيليني، ثم حصل لاحقًا على مساعدة أسطول الملك نيكوميديس خلال مهمة دبلوماسية إلى بيثينيا.
عاد قيصر إلى روما بعد وفاة سولا عام 78 قبل الميلاد، وانتخب أطربونًا عسكريًا. كان ذلك بمثابة دخوله إلى السياسة وفي عام 69 قبل الميلاد، انتُخب كويستورًا في مقاطعة هسبانيا. انتُخب حبرًا أعظمًا وأصبح في النهاية حاكمًا لهيسبانيا أوليتير. حمل قيصر أثناء وجوده في هسبانيا لقب إمبراطور وقاد حملات عسكرية ضد القبائل المحلية.
ترشح ثلاثة مرشحين لمنصب القنصل في عام 59 ق. م.: قيصر، وماركوس كالبورنيوس بيبولوس الذي كان إيديلًا مع قيصر قبل عدة سنوات، ولوسيوس لوسيوس. لم تكن الانتخابات نزيهة. استدعى قيصر شيشرون للحصول على الدعم، وعقد تحالفًا مع لوسيوس الثري، لكن المؤسسة ألقت بثقلها المالي وراء بيبولوس المحافظ، وحتى كاتو الأصغر، الشهير بسمعته النزيهة، قيل إنه لجأ إلى الرشوة لصالحه.
كان قيصر أساسًا متورطًا في ديون كراسوس السياسة، لكنه قدم أيضًا مبادرات إلى بومبيوس، إذ قاتل مجلس الشيوخ دون جدوى للموافقة على مستوطناته الشرقية وأراضيه الزراعية لقدامى المحاربين. كان بومبيوس وكراسوس على خلاف منذ أن كانا قنصلين معًا في عام 70 ق. م.، وعرف قيصر أنه إذا تحالف مع أحدهما فسوف يفقد دعم الآخر، لذلك سعى إلى التوفيق بينهما. كان لدى الثلاثة منهم ما يكفي من المال والنفوذ السياسي للسيطرة على الأعمال العامة. عُزز هذا التحالف غير الرسمي الذي عُرف بالحكم الثلاثي الأول، من خلال زواج بومبيوس من جوليا ابنة قيصر. تزوج قيصر أيضًا مرة أخرى من كالبورنيا، ابنة لوسيوس كالبورنيوس بيزو كايسونينوس، الذي انتُخب لمنصب القنصل للعام التالي.
اقترح قيصر قانونًا لإعادة توزيع الأراضي العامة على الفقراء، وهو اقتراح أيده بومبيوس بقوة السلاح إذا لزم الأمر، ومن قبل كراسوس، ما جعل الحكومة الثلاثية عامة. ملأ بومبيوس المدينة بالجنود، وجرى تخويف خصوم الثلاثي. حاول بيبولوس إعلان أن البشائر غير مواتية ومن ثم إبطال القانون الجديد، ولكنه طُرد من المنتدى من قبل أنصار قيصر المسلحين. هُزم الليكتور خاصته وحُطمت حزيماتهم، وأُصيب أطربونان مصاحبان له، وكان بيبولوس نفسه قد ألقي عليه دلو من الفضلات. تقاعد في منزله لبقية العام خوفًا على حياته، وأصدر بين الحين والآخر إعلانات تنذر بالسوء. أثبتت هذه المحاولات الهادفة لعرقلة تشريعات قيصر عدم فعاليتها. أشار الساخرون الرومانيون بعد ذلك إلى العام باسم «قنصلية يوليوس وقيصر».
أدى ذلك أيضًا إلى ظهور هذا الهجاء:
وقع الحدث، على ما أذكر، عندما حكم قيصر روما. قيصر، وليس بيبولوس الذي احتفظ بمقعده في المنزل.
انتُخب قيصر وبيبولوس لأول مرة، وعندها حاولت الطبقة الأرستقراطية الحد من سلطة قيصر المستقبلية من خلال تخصيص الغابات والمراعي في إيطاليا، بدلًا من حكم المقاطعة، إذ انتهت واجباتهم البروقنصلية بعد عام من المنصب.
انقلب قيصر في وقت لاحق بمساعدة بيزو وبومبيوس، وعُين بدلًا من ذلك ليحكم غاليا كيسالبينا (شمال إيطاليا) وإليريكوم (غرب البلقان)، مع ترانسالبين غول (جنوب فرنسا) في وقت لاحق، ما يمنحه قيادة أربعة فيالق. حُددت مدة مؤيديه للبروقنصلية، ومن ثم حصانته من الملاحقة القضائية، بخمس سنوات، بدلًا من المدة المعتادة. عندما انتهت فترة ولايته، تجنب قيصر بصعوبة الملاحقة القضائية لمخالفات السنة التي قضاها في المنصب، وسرعان ما غادر إلى مقاطعته.

### غزو بلاد الغال
كان قيصر غارقًا في الديون، وكان هناك أموال تُجنى كحاكم إقليمي، سواء عن طريق الابتزاز أو عن طريق المغامرة العسكرية. كان لدى قيصر أربعة جحافل تحت قيادته، اثنتان من مقاطعاته، إليريكوم وغاليا ناربونينسيس، تحدها منطقة غير محكومة، وكان معروفًا أن بلاد الغال المستقلة غير مستقرة. هُزم حلفاء روما الأيدويون من قبل منافسيهم الغاليين، بمساعدة مجموعة من الجرمانيين السويبيين تحت قيادة أريوفستس، الذين استقروا في أرض الأيدويون المحتلة، واحتشد الهلفتيون من أجل هجرة جماعية، وكان الرومان يخشون أن يكون لهم نية حربية. جمع قيصر فيلقين جديدين وهزم أولًا هيلفتي، ثم أريوفستس، وترك جيشه في الأحياء الشتوية في إقليم سكواني، ما أشار إلى أن اهتمامه بالأراضي خارج غاليا ناربونينسيس لم يكن مؤقتًا.
بدأ قيصر سنته الثانية بضعف القوة العسكرية التي أسسها في العام السابق، بعد أن جمع فيلقين آخرين في غاليا كيسالبينا خلال فصل الشتاء. كانت شرعية ذلك مشكوكًا فيها، لأن سكان غاليا كيسالبينا لم يكونوا مواطنين رومانيين. بدأت القبائل البلجيكية في شمال شرق بلاد الغال في تسليح نفسها، ردًا على أنشطته في العام السابق. تعامل قيصر مع هذا على أنه خطوة عدوانية، وبعد اشتباك غير حاسم ضد جيش بلجيكي موحد، غزا القبائل تدريجيًا. بدأ فيلق واحد في هذه الأثناء، بقيادة بوبليوس نجل كراسوس، غزو قبائل شبه جزيرة أرموريكان.
عُقد مؤتمر في لوكا في غاليا كيسالبينيا في ربيع 56 ق. م.. كانت روما في حالة اضطراب، وكانت حملات كلوديوس الشعبوية تقوض العلاقات بين كراسوس وبومبيوس. جدد الاجتماع ولاية الحكم الثلاثي ومدد ولاية قيصر لمدة خمس سنوات أخرى. أصبح كراسوس وبومبيوس قنصلين مرة أخرى، مع قيادة مماثلة على المدى الطويل: سوريا لكراسوس، المقاطعات الإسبانية لبومبيوس. اكتمل غزو أرموريكا عندما هزم قيصر البندقية في معركة بحرية، بينما غزا الشاب كراسوس أكويتاني في الجنوب الغربي. كانت موريني ومينابي بحلول نهاية الحملة عام 56 قبل الميلاد، ما صمد فقط من البلدان ذات السواحل المنخفضة.